# Prestige (Band)
Prestige ist eine finnische Thrash-Metal-Band aus Tampere, die im Jahr 1987 gegründet wurde, sich 1992 auflöste und 2007 wieder zusammenfand.

## Geschichte
Die Band wurde im Jahr 1987 von den Brüdern Ari (E-Gitarre) und Tero Karppinen (Schlagzeug) gegründet. Kurze Zeit später kam Bassist und Sänger Aku Kytölä zur Besetzung. Zusammen entwickelten sie die ersten Lieder und hielten die ersten Auftritte. Im Januar 1988 kam Gitarrist Jan "Örkki" Yrlund, den die anderen Mitglieder bereits von der Schule her kannten, zur Besetzung. Durch Yrlund erhielt die Band ihren Namen, der durch eine Pornofilm Yrlunds namens Climax Prestige inspiriert wurde. Mit der nun vollständigen Besetzung studierte die Band an fünf bis sechs Tagen in der Woche Lieder ein. Infolgedessen hielt die Band verstärkt Auftritte in der Umgebung ihrer Stadt. Im Juni 1988 nahm die Band ihr erstes Demo im Emma Studio innerhalb von zwei Tagen in Ylöjärvi auf. Auf dem Demo waren fünf Lieder enthalten und es trug den Namen Gods. Insgesamt wurden über 1000 Kopien des Demos abgesetzt. Durch das Demo wurde die Aufmerksamkeit auf die Band erhöht, wodurch es ihr nun möglich war Konzerte in anderen finnischen Städten zu halten. Dabei war die Band auch auf dem vierten Metal Massacre in Helsinki zu hören.
Nach einem weiteren Auftritt in Tampere, wo auch ein Talentsucher von Poko Rekords anwesend war, erreichte die Band einen Vertrag mit diesem Label. Die Band begab sich mit Produzent TT Oksala in das JJ-Studio in Tampere, um im Herbst 1988 innerhalb von sieben Tagen ihr Debütalbum aufzunehmen. Das Album wurde in Helsinki in den Finnvox Studios abgemischt. Attack Against Gnomes erschien im Januar 1989. Dadurch erreichte die Band Interviews im englischen, spanischen und deutschen Metal Hammer. Das Album kam zudem in die Top 20 der finnischen Charts. Den Rest des Jahres spielte die Band Konzerte in ganz Finnland und trat unter anderem Zusammen mit Nuclear Assault auf. Im September 1989 begab sich die Band wieder in das JJ-Studio mit Produzent TT Oksala, um Lieder für eine Single aufzunehmen. Priest wurde im Januar 1990 veröffentlicht. Im November 1989, nach einer Reise nach Schweden, entschloss sich die Band die EP Veijo aufzunehmen. Die EP wurde im Tonal Studio in Helsinki aufgenommen. Die EP erschien noch im selben Jahr und wurde nur bei Auftritten der Band verkauft.
Im April 1990 begann die Band mit den Aufnahmen zum zweiten Album Selling the Salvation. Die Aufnahmen fanden wieder mit TT Oksala im JJ-Studio statt. Auf dem Album war außerdem das Lied Help the Science enthalten, das noch von den Aufnahmen zu Priest im September 1989 stammte. Nach der Veröffentlichung folgten im Sommer 1990 mehrere Auftritte in Finnland sowie in Dänemark mit der dänischen Band Invocator. Danach folgte eine Tour durch Finnland, auf der sich Invocator an vier Auftritten beteiligte. Nach dieser Tour folgte eine einwöchige Tour durch die Tschechoslowakei. Prestige war dabei die erste ausländische Metalband nach der Samtenen Revolution im Jahr 1989.
Im Jahr 1991 spielte die Band diverse Live-Auftritte. Im April begab sich die Band nach Schweden, um dort zusammen mit der schwedischen Thrash-Metal-Band Fallen Angel zu spielen. Danach folgten Auftritte in Dänemark zusammen mit Invocator und Maple Cross. Infolgedessen hielt die Band zusammen mit Hyste’riah G.B.C. eine Tour durch Finnland. Im Mai folgte eine weitere kleine Finnland-Tour, die drei Auftritte umfasste, zusammen mit Darkthrone. Im Juni folgten weitere Auftritte in Schweden zusammen mit No Remorse (später Temperance). Im Juli begab sich die Band mit Produzent Jani Viitanen, Mitglied der Band Yö in das Harasoo Studio. Im Anschluss wurden die Aufnahmen im MSL Studio von Mika Sunquist abgemischt. Parasites In Paradise wurde im Januar 1992 veröffentlicht. Im selben Monat begannen weitere Touren durch Finnland, so auch vier Auftritte zusammen mit Fallen Angel. Im Frühling folgten über 25 weitere Auftritte. Danach nahm die Band ein Musikvideo für das Lied Sniff auf. Im Juni spielte die Gruppe auf dem Ruisrock in Turku, wobei Nirvana und Bryan Adams dort Headliner waren. Später sollte sich herausstellen, dass dies der letzte Festivalauftritt für die Band sein sollte, da sich die Band kurz danach auflöste. In den Folgejahren widmeten sich die Mitglieder anderen musikalischen Projekten.
Im Jahr 2007 erschien die Kompilation Decades of Decay, auf der ihre besten Lieder, sowie unveröffentlichtes Material enthalten waren. Im Januar 2007 begaben sich Kytölä und Yrlund dazu in die Finnvox Studios, wo das Material von Minerva Pappi neu gemastert wurde.

## Stil
Die Band spielt klassischen Thrash Metal, der eine meist einfach Spielweise, sowie einfache Songstrukturen aufweist.

## Diskografie
- Gods (Demo, 1988, Eigenveröffentlichung)
- Attack Against Gnomes (Album, 1989, Poko Rekords)
- Veijo (EP, 1989, Eigenveröffentlichung)
- Priest (Single, 1990, Poko Rekords)
- Selling the Salvation (Album, 1990, Poko Rekords)
- Parasites in Paradise (Album, 1992, Poko Rekords)
- Decades of Decay (Kompilation, 2007, Poko Rekords)